# Гана на Зимским олимпијским играма 2010.
Гани је ово било прво учествовање на Зимским олимпијским играма. Била је представљена са аплским скијашем Кваме Нкрума-Ачимпоном званим „Снежни леопард“, који се такмичио у слалому, поставши први гански спортиста у историји Зимских олимпијских игара. Као једини учесник носио је и заставу Гане на церемонији овтарања игара у Ванкуверу.

## Алпско скијање
| Такмичар             | Дисциплина | Резултати    | Резултати   | Резултати | Резултати | Резултати             |
| Такмичар             | Дисциплина | 1. трка      | 2. трка     | Укупно    | Заостатак | Пласман/учес. (укуп.) |
| -------------------- | ---------- | ------------ | ----------- | --------- | --------- | --------------------- |
| Кваме Нкрума-Ачимпон | Слалом     | 1:09,08 (53) | 1:13,2 (48) | 2:22,60   | 43,28     | 47 / 48 (102)         |